# Jordy Delem
Jordy Delem, né le 18 mars 1993 à Fort-de-France, est un footballeur français international martiniquais jouant au poste de milieu de terrain ou défenseur central au San Antonio FC en USL Championship.

## Biographie

### Parcours en club
Le 29 janvier 2015, Delem signe avec la réserve de l'AC Arles-Avignon pour évoluer en CFA2 avant de rejoindre le groupe professionnel, fraîchement relégué en National, pour sa présaison au mois de juin suivant. Quelques semaines plus tard, Delem est libéré à la suite du dépôt de bilan de l'ACA. Il retrouve finalement le Club franciscain et la Martinique pour la saison 2015-2016.
Du 1er au 4 janvier 2016, il participe au camp de détection caribéen de la MLS. À l'issue de ces détections, il est annoncé un temps au MLS Combine de Fort Lauderdale avant d'être finalement appelé pour un essai de dix jours avec les Sounders de Seattle fin mars.
Le 29 avril 2016, Delem signe avec le Seattle Sounders FC 2 après plusieurs semaines d'essai. Sa première saison en Amérique du Nord lui permet de se démarquer, passant également du poste de milieu défensif à celui de défenseur central, amenant, le 2 mars 2017 à sa signature avec l'équipe première des Sounders de Seattle, en Major League Soccer,. Il se fait sa place de titulaire avec les Sounders au poste d'arrière droit mais, alors qu'il est éloigné du groupe pendant l'été par la Coupe caribéenne des nations et la Gold Cup, Seattle recrute Kelvin Leerdam et Jordy Delem est relégué au statut de remplaçant à son retour dans l'état de Washington.

### Carrière internationale
Delem fait ses débuts en sélection senior à 19 ans en inscrivant un but contre le Guyana en amical. Pour sa deuxième sélection, il inscrit un doublé lors de l'écrasante victoire 16-0 des Matininos contre les Îles Vierges britanniques en tour préliminaire de la Coupe caribéenne des nations 2012.
Il participe à la Gold Cup 2013 avec la sélection de la Martinique. Il ne dispute qu'un seul match en tant que titulaire dans l'entre-jeu contre le Mexique (défaite 1-3)
En juillet 2017, il participe à la Gold Cup 2017 en Floride avec la sélection de la Martinique.
Il marque un but pour la Martinique à la Gold Cup 2019 à Charlotte contre le Mexique 18e au classement FIFA et qui a remporté 10 Gold Cup.

## Statistiques

### Statistiques détaillées
| Saison                | Club                  | Championnat           | Championnat | Championnat | Coupe(s) nationale(s) | Coupe(s) nationale(s) | Compétition(s) continentale(s) | Compétition(s) continentale(s) | Compétition(s) continentale(s) | Séries | Séries | Total | Total |
| Saison                | Club                  | Division              | M.          | B.          | M.                    | B.                    | Comp.                          | M.                             | B.                             | M.     | B.     | M.    | B.    |
| 2014-15               | AC Arles-Avignon rés. | CFA2                  | 11          | 1           | -                     | -                     | -                              | -                              | -                              | -      | -      | 11    | 1     |
| 2015-16               | Club franciscain      | DH                    |             |             |                       |                       | -                              | -                              | -                              | -      | -      | 0     | 0     |
| 2016                  | Seattle Sounders FC 2 | USL                   | 19          | 0           | -                     | -                     | -                              | -                              | -                              | -      | -      | 19    | 0     |
| 2017                  | Sounders de Seattle   | MLS                   | 14          | 0           | 1                     | 0                     | -                              | -                              | -                              | 2      | 0      | 17    | 0     |
| 2018                  | Sounders de Seattle   | MLS                   | 16          | 1           | 1                     | 0                     | LCC                            | 1                              | 0                              | 0      | 0      | 18    | 1     |
| 2019                  | Sounders de Seattle   | MLS                   | 23          | 0           | 0                     | 0                     | -                              | -                              | -                              | 4      | 0      | 27    | 0     |
| 2020                  | Sounders de Seattle   | MLS                   | 18          | 0           | -                     | -                     | LCC                            | 2                              | 0                              | 0      | 0      | 20    | 0     |
| 2021                  | Sounders de Seattle   | MLS                   | 4           | 0           | -                     | -                     | LC                             | 0                              | 0                              | 0      | 0      | 4     | 0     |
| Sous-total            | Sous-total            | Sous-total            | 75          | 1           | 2                     | 0                     | -                              | 3                              | 0                              | 6      | 0      | 86    | 1     |
| 2022                  | San Antonio FC        | USLC                  | 0           | 0           | -                     | -                     | -                              | -                              | -                              | -      | -      | 0     | 0     |
| Total sur la carrière | Total sur la carrière | Total sur la carrière | 105         | 2           | 2                     | 0                     | -                              | 3                              | 0                              | 6      | 0      | 116   | 2     |

### Buts internationaux
| # | Date             | Lieu                        | Adversaire                | Score | Résultat | Compétition                                                       |
| - | ---------------- | --------------------------- | ------------------------- | ----- | -------- | ----------------------------------------------------------------- |
| 1 | 2 mai 2012       | Le Lamentin, Martinique     | Guyana                    | 2-1   | 2-2      | Amical                                                            |
| 2 | 5 septembre 2012 | Le Lamentin, Martinique     | Îles Vierges britanniques | 1-0   | 16-0     | 1er tour de qualification de la Coupe caribéenne des nations 2012 |
| 3 | 5 septembre 2012 | Le Lamentin, Martinique     | Îles Vierges britanniques | 10-0  | 16-0     | 1er tour de qualification de la Coupe caribéenne des nations 2012 |
| 4 | 6 février 2016   | Vieux-Habitants, Guadeloupe | Guadeloupe                | 1-1   | 1-1      | Amical                                                            |
| 5 | 7 juin 2016      | Roseau, Dominique           | Dominique                 | 0-2   | 0-4      | 3e tour des éliminatoires de la Coupe caribéenne des nations 2017 |
| 6 | 23 juin 2019     | Charlotte, États-Unis       | Mexique                   | 3-2   | 3-2      | 1er tour de la Gold Cup 2019                                      |
| 7 | 9 septembre 2019 | Couva, Trinidad-et-Tobago   | Trinité-et-Tobago         | 2-2   | 2-2      | Ligue A de la Ligue des nations de la CONCACAF 2019-2020          |

## Palmarès
- Club franciscain
  - Champion de la Martinique en 2013 et 2014
  - Vainqueur de la Coupe de la Martinique en 2012 et 2015
- Sounders de Seattle
  - Vainqueur de la  Coupe MLS en 2019